# Audun-le-Tiche

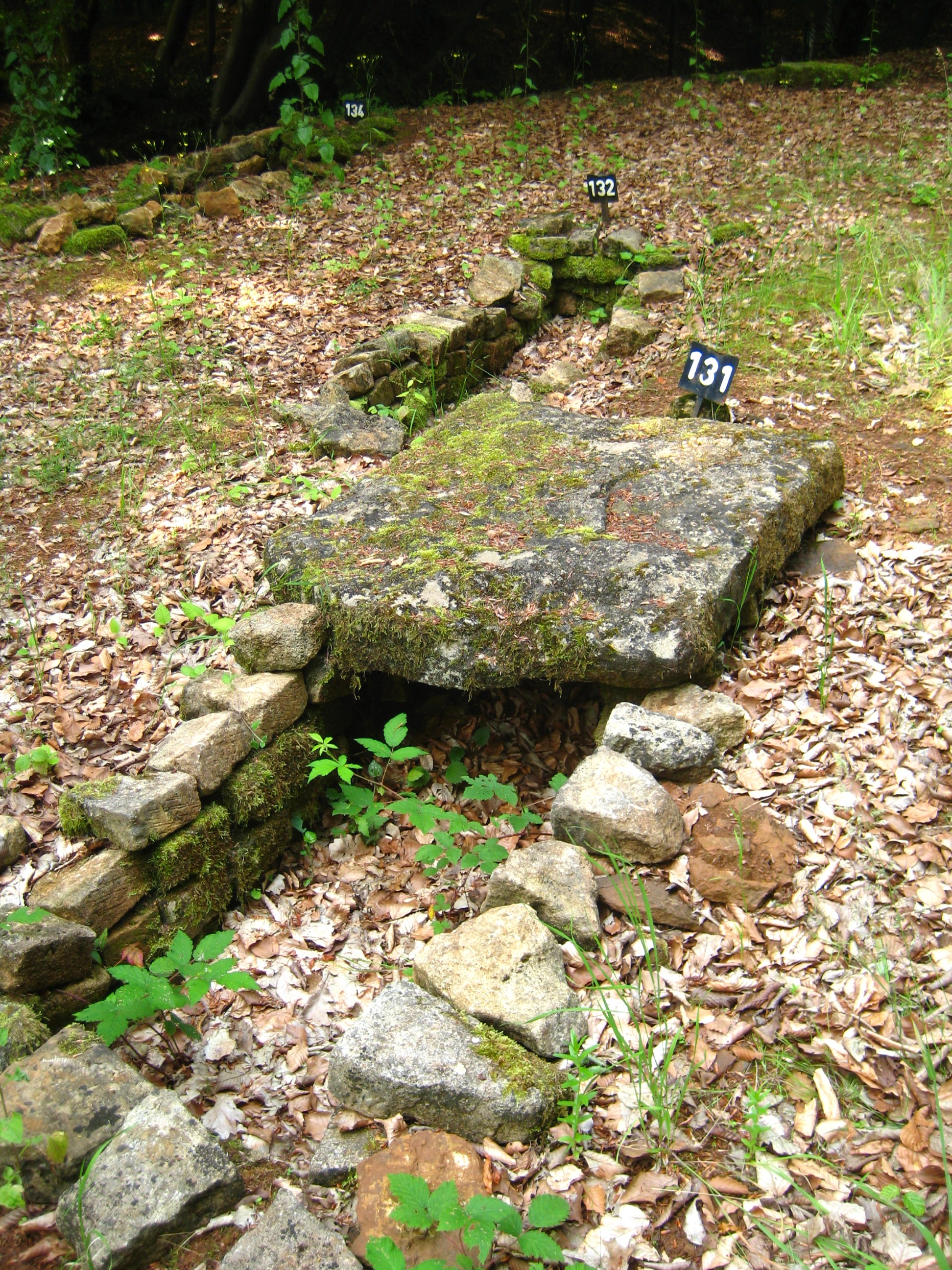
Grab der merowingischen Nekropole

Audun-le-Tiche [odɛ̃ lə tiʃ] (deutsch Deutsch-Oth, auch Deutschoth, Deutsch Altheim, luxemburgisch Däitsch-Oth) ist eine französische Stadt mit 7268 Einwohnern (Stand 1. Januar 2022) im Département Moselle in der Region Grand Est (bis 2015 Lothringen).

## Geographie
Die Gemeinde liegt zwölf Kilometer nördlich von Fontoy (deutsch Fentsch) an der Straße nach  Luxemburg und zur Grenze. Unweit des Orts befindet sich die Quelle der Alzette.

## Geschichte

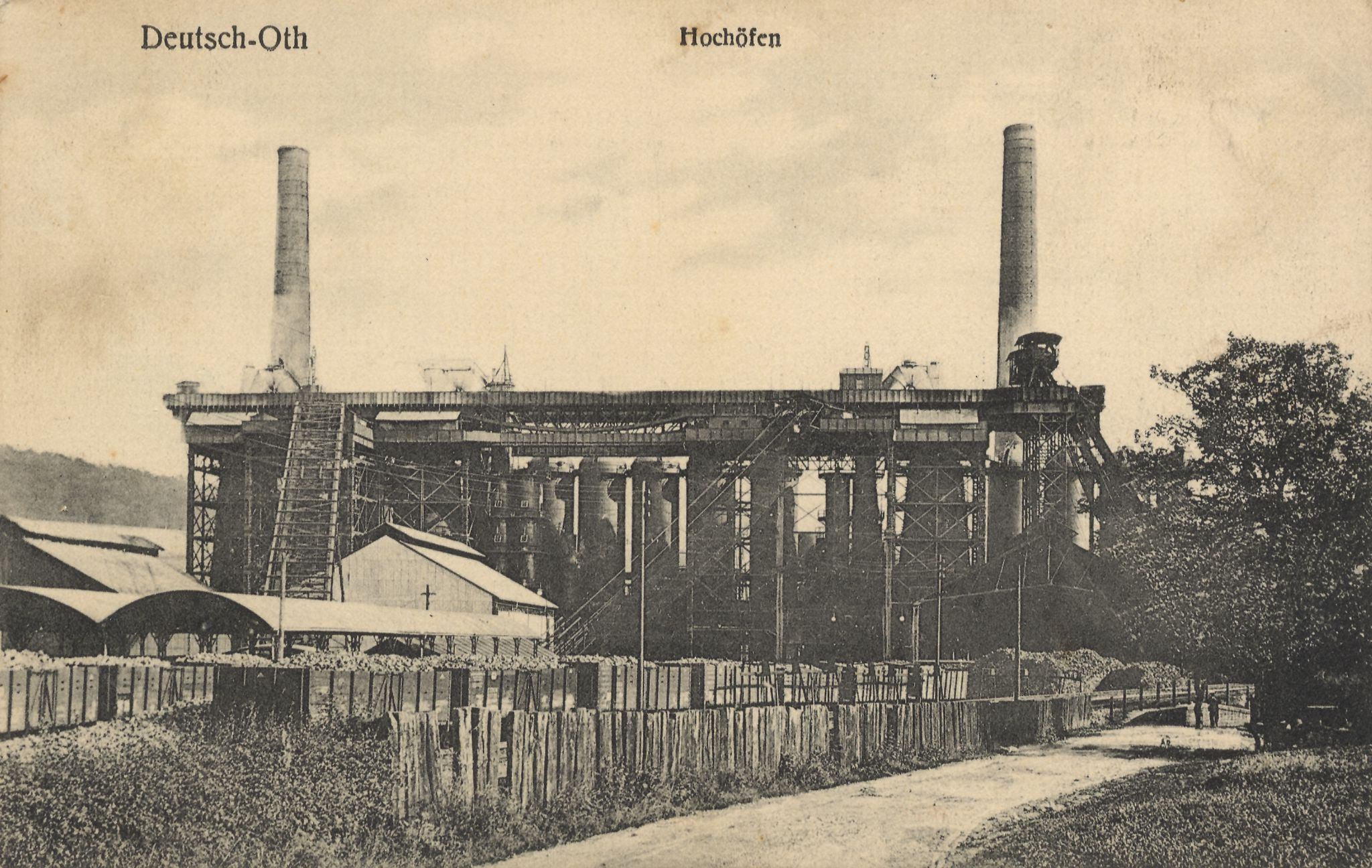
Hochöfen in Deutsch-Oth (Bildpostkarte um 1900)

Überlieferte Ortsbezeichnungen sind Audieux, Audeux-le-Thieux (1389), Adud (17. Jahrhundert), Audun-le-Tiche (1756) und Teutsch-Altheim. Der Ort gehört dem historischen deutschen Sprachraum an und bekam seinen Namen zur Unterscheidung  von dem nur wenige Kilometer entfernt, westlich von Fontoy, im französischen Sprachraum liegenden Dorf Audun-le-Roman.
Im Süden der Gemarkung des Dorfs, diesseits der Grenze Lothringens, wurde im 19. Jahrhundert an einem Hügel an der Straße zum Nachbardorf Cantebonne (deutsch Kantelbronn) ein Steinsarg-Gräberfeld freigelegt, das dem Zeitalter der Merowinger zugerechnet wird. Auch wurden hier Siedlungsreste aus der Römerzeit gefunden.
Das Dorf hatte zum Herzogtum Bar gehört, das 1766 von Frankreich annektiert worden war. Nach dem  Frieden von Frankfurt vom 10. Mai 1871 kam Deutsch-Altheim zusammen mit dem zugehörigen Weiler Hirps und achtzehn weiteren Orten von Französisch-Lothringen durch Gebietsaustausch an Deutschland zurück, wo es dem Kreis Diedenhofen im Bezirk Lothringen des Reichslandes Elsaß-Lothringen zugeordnet war. 
Die Geschichte des Ortes ist durch die Eisenindustrie und den Bergbau auf Eisenerz geprägt. Im Besonderen der deutsche Montanindustrielle Adolph Kirdorf investierte ab 1892 verstärkt in den Bau und die Übernahme mehrerer Hochofenwerke und Zechenbetriebe. Um die Wende von 19. zum 20. Jahrhunderts erfolgte der Anschluss an das Eisenbahnnetz. Am 1. November 1899 wurde die eingleisige Strecke Fentsch – Aumetz eröffnet, das erste Stück einer direkten Verbindung zwischen den Stationen Fentsch und  Deutsch-Oth; am  1. Dezember 1901 erfolgte die Eröffnung der eingleisigen Strecke Aumetz – Deutsch-Oth – Berg. Nach dem Ersten Weltkrieg bestimmte der Versailler Vertrag die Abtretung des Orts an Frankreich. 
Während des Zweiten Weltkriegs bestand im Sommer 1944 das KZ-Außenlager Deutsch-Oth des KZ Natzweiler-Struthof für den Untertagebau.
1964 wurde der letzte Hochofen stillgelegt. Danach sank die Einwohnerzahl von ehemals über 8500 kontinuierlich. 1997 wurde in Audun-le-Tiche das letzte Eisenerzbergwerk Frankreichs geschlossen.

### Demographie
| Jahr | Einwohner | Anmerkungen |
| ---- | --------- | --- |
| 1793 | 516       | [ 8 ] |
| 1821 | 592       | [ 8 ] |
| 1841 | 834       | [ 8 ] |
| 1866 | 971       | [ 9 ] [ 8 ] |
| 1871 | 1050      | auf einer Fläche von 1490 ha, in 213 Gebäuden mit 268 Familien, darunter eine evangelische Person                                                                                |
| 1880 | 1261      | am 1. Dezember, auf einer Fläche von 1542 ha, in 238 Wohnhäusern, davon 1218 Katholiken, 19 Protestanten und zwei Juden                                                          |
| 1885 | 1708      | [ 12 ] [ 13 ] |
| 1890 | 1798      | in 267 Häusern mit 421 Haushaltungen, davon 1703 Katholiken, 92 Protestanten, eine jüdische Person und zwei Personen ohne Angabe der Religionszugehörigkeit (eine Militärperson) |
| 1905 | 5231      | [ 12 ] [ 13 ] |
| 1910 | 6293      | auf einer Fläche von 428 ha |

| Jahr      | 1962 | 1968 | 1975 | 1982 | 1990 | 1999 | 2009 | 2019 |
| --------- | ---- | ---- | ---- | ---- | ---- | ---- | ---- | ---- |
| Einwohner | 8522 | 7698 | 6831 | 6391 | 5959 | 5757 | 6152 | 7048 |

## Sprache
Die Einwohner nennen sich Audunois. Außer Audun-le-Tiche gibt es noch Audun-le-Roman. Die beiden Namen stehen für die frühere Sprachgrenze zwischen Deutsch-Lothringen und Welsch-Lothringen. Der frühere Name „Audun-le-Thieu“ besagt wie der jetzige Name, dass dieses Audun (oder Oth oder Altheim) dem deutschen Sprachraum zugehörig war, wie umgekehrt das nur wenige Kilometer entfernte Audun-le-Roman dem romanischen Sprachraum angehört(e). Mit diesen Namen stellen in der französischen Sprache die Gegensatzpaare „tiche“ und „roman“ eine außergewöhnlich seltene und offenbar sehr alte Bezeichnung für „deutsch“ und „französisch“ dar, denn längst hat sich in der französischen Sprache für Deutsch „Allemand“ und für Welsch („Romanisch“) „Français“ durchgesetzt, wie auch bei dem Saarzufluss Nied, der zwei Oberläufe Nied Allemande und Nied Française hat. Es ist unklar, wann sich der Sprachwechsel in Audun-le-Tiche von Deutsch zu Französisch vollzogen hat. Um 1887 konnte Constant This noch Dokumente aus dem Jahr 1581 einsehen. Diese Urkunden waren bereits zweisprachig verfasst.

## Sehenswürdigkeiten
Sehenswert ist die merowingische Nekropole aus dem 7. Jahrhundert.

## Verkehr

Bahnhof Audun-le-Tiche (Deutsch-Oth), vor 1914

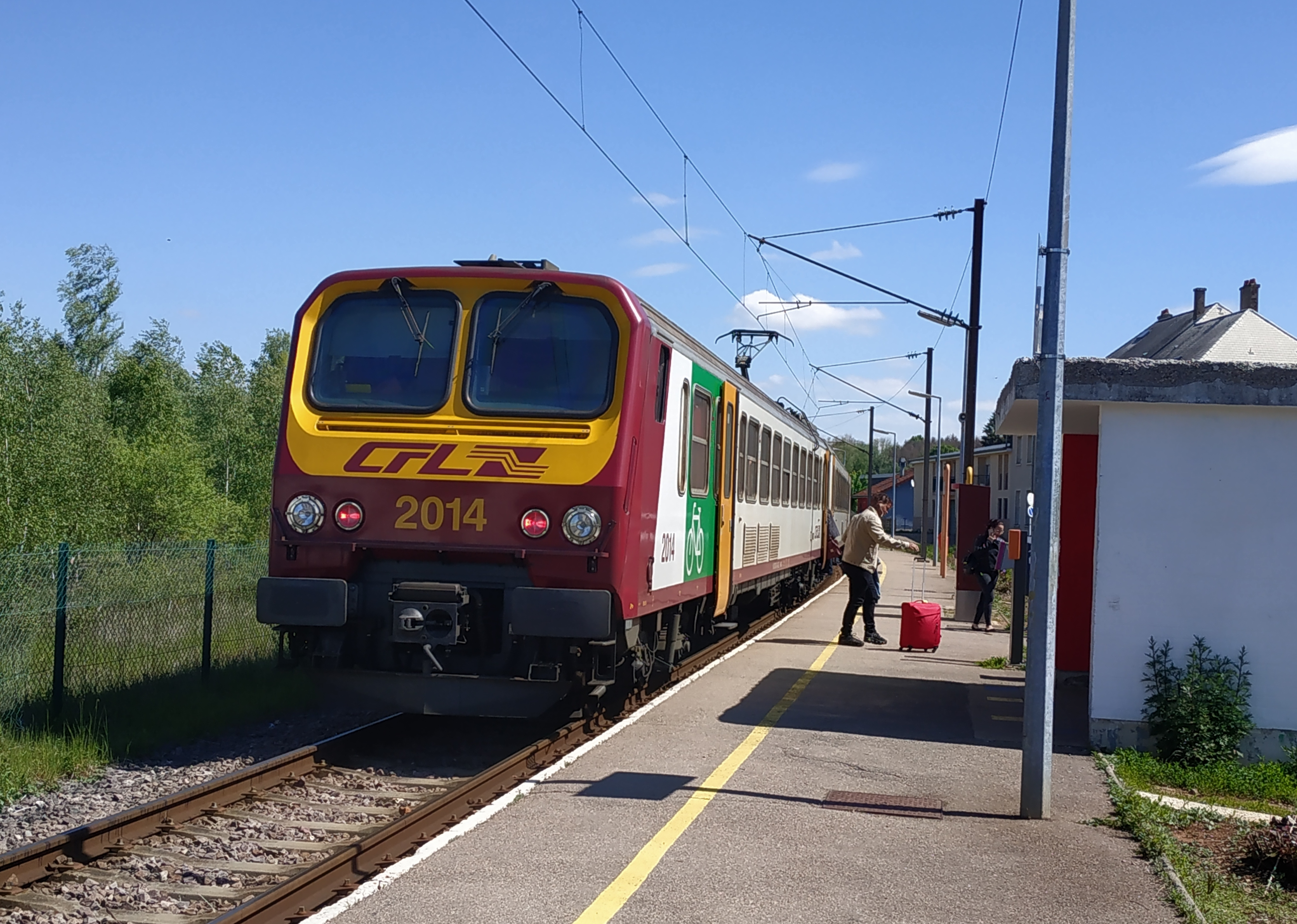
Der Triebwagen der CFL am Bahnsteig in Audun-le-Tiche

Viadukt von Audun-le-Tiche

Vom Bahnhof Audun-le-Tiche gingen eine Reihe von Bahnstrecken aus, von denen nur noch eine teilweise in Betrieb ist:
- die Bahnstrecke Fontoy–Esch-sur-Alzette wird vom Bahnhof Audun-de-Tiche Richtung Bettemburg von der luxemburgischen Société Nationale des Chemins de Fer Luxembourgeois (CFL) befahren. Der Rest der Strecke ist unbefahrbar.
- die Bahnstrecke Audun-de-Tiche–Villerupt-Micheville ist stillgelegt. Historisch war der Bahnhof Audun-de-Tiche in der Zeit, als Lothringen zu Deutschland gehörte, ein deutscher Grenzbahnhof zu Frankreich. Er hieß damals Deutsch-Oth. Der gegenüber liegende, französische Grenzbahnhof war Villerupt.
- die Bahnstrecke Audun-le-Tiche–Hussigny-Godbrange nach Rédange ist ebenfalls stillgelegt.

Das Empfangsgebäude von Audun-le-Tiche war zunächst sehr schlicht. Erst 1910 errichteten die Reichseisenbahnen in Elsaß-Lothringen ein repräsentatives Gebäude. Der Personenverkehr wurde im Bahnhof Audun-le-Tiche 1939 aufgegeben. 1992 nahm ihn die Société Nationale des Chemins de Fer Luxembourgeois (CFL) von Esch-sur-Alzette bis Audun-le-Tiche wieder auf, so dass Audun-le-Tiche heute mit der Bahn an Luxemburg, aber nicht mehr direkt an das französische Schienennetz angebunden ist. Das Empfangsgebäude wird von der Bahn heute nicht mehr genutzt.
Audun-le-Tiche hatte noch einen zweiten Bahnhof, Audun-le-Tiche Mont (in deutscher Zeit: Audun-le-Tiche Berg). Er lag an der Bahnstrecke Fontoy–Esch-sur-Alzette oberhalb der Gemeinde. Von dort führte eine Kehrschleife, ein 360°-Bogen, in den im Tal gelegenen Bahnhof Audun-le-Tiche. Teil der Kehrschleife war das 360 m lange Viadukt von Audun-le-Tiche.

## Städtepartnerschaften
Audun-le-Tiche unterhält seit 2010 eine Städtepartnerschaft zu der rheinland-pfälzischen Kreisstadt Birkenfeld. Ferner bestehen Partnerschaften seit 1979 mit Gualdo Tadino in Umbrien (Italien), seit 1996 (2011 erneuert) mit Duszniki-Zdrój in der Woiwodschaft Niederschlesien (Polen) und seit 2007 mit dem französischen Loudun im Département Vienne.

## Persönlichkeiten

### Im Ort geboren
- Raymond Cicci (1929–2012), französischer Fußballspieler
- Jules Sbroglia (1929–2007), französischer Fußballspieler, -trainer und Funktionär
- Sébastien Rémy (* 1974), Fußballspieler

### Im Ort haben gewirkt
- François Boch (1700–1754), gründete 1748 in Audun-le-Tiche die Porzellanmanufaktur „Jean-François Boch et Frères“,  später „Villeroy & Boch Keramische Werke“
- François Fick (1862 – nach 1918), Großkaufmann, Landtagsabgeordneter und Bürgermeister von Deutsch-Oth